# Shakima Wimbley
Shakima Wimbley (Fort Lauderdale, 23 de abril de 1995) es una deportista estadounidense que compite en atletismo, especialista en las carreras de velocidad.
Ganó una medalla de oro en el Campeonato Mundial de Atletismo de 2017 y dos medallas en el Campeonato Mundial de Atletismo en Pista Cubierta de 2018.

## Palmarés internacional
| Campeonato Mundial                   | Campeonato Mundial       | Campeonato Mundial | Campeonato Mundial |
| Año                                  | Lugar                    | Medalla            | Prueba             |
| ------------------------------------ | ------------------------ | ------------------ | ------------------ |
| 2017                                 | Londres (Reino Unido)    | Medalla de oro     | 4 × 400 m          |
| Campeonato Mundial en Pista Cubierta |                          |                    |                    |
| Año                                  | Lugar                    | Medalla            | Prueba             |
| 2018                                 | Birmingham (Reino Unido) | Medalla de oro     | 4 × 400 m          |
| 2018                                 | Birmingham (Reino Unido) | Medalla de plata   | 400 m              |